# 对羟基苯甲酸
對羟基苯甲酸（或4-羟基苯甲酸）是单羟基苯甲酸的三种异构体之一，是苯甲酸的衍生物，白色晶体，微溶于水和氯仿但易溶于极性有机溶剂如酒精和丙酮。在工业上，對羟基苯甲酸是合成其酯，即对羟基苯甲酸酯的底物，其产物常用作化妆品和眼药水的防腐剂。它的同分异构体水杨酸（2-羟基苯甲酸）是合成阿司匹林的前体。